# Suchá dolina (Západní Tatry)
Suchá dolina je nepřístupná krasová dolina, nejzápadnější v Západních Tatrách.
Protéká ní Suchý potok, který v horní části doliny vytváří vodopád Skoky. Při jejím ústí se nachází jeskyně Dúpnica (vstup zakázán). Do Liptovské kotliny vyúsťuje severně od obce Liptovské Matiašovce.

## Topografie
Ústí doliny se nachází v nadmořské výšce necelých 700 m severovýchodně od Vyšných Matiašovce, poblíž osady Podmeštrová. Zvedá se pozvolna směrem k severovýchodu a dále se v oblasti zvané Skoky stáčí k východu a blíží se k masivu Sivého vrchu. Nejvyšší částí doliny jsou Kliny. Délka Suché doliny je asi 8 km[3]. Z doliny odbočují postupně od ústí:
- Bešeňovská dolina – jediná západní větev, poté odbočující na sever k Holici, v jejíž střední částí vede silnice spojující Liptovský Mikuláš se Zubercem,
- Dobrošová dolina – na východ táhnoucí se údolíčka, jež stoupají na Fatrovou, v západním rameni Babek,
- Huňová dolina – největší větev, táhnoucí se na východ v nadmořské výšce přibližně 770 m, prochází pod hřebenem mezi Babkami a Ostrou,
- Javorová dolinka – zařezává se do východních svahů Suchého vrchu, který je vrcholem západního ramene Ostré.

Těsně pod ústím doliny ústí do Liptovské kotliny dolina Hôľne ohraničená hřbety odbočujícími ze západního ramene Babek, jejíž spodní, zúžený úsek se nazývá Studienky.
Nejvyšším bodem v okolí je Sivý vrch 1805 m.